# Moșcena
Moșcena (în ucraineană Мощена) este localitatea de reședință a comunei Moșcena din raionul Kovel, regiunea Volînia, Ucraina.

## Demografie
Componența lingvistică a localității Moșcena
     Ucraineană (97,8%)
     Rusă (2,2%)
Conform recensământului din 2001, majoritatea populației localității Moșcena era vorbitoare de ucraineană (97,8%), existând în minoritate și vorbitori de rusă (2,2%).